# 浄土寺 (東温市)
浄土寺（じょうどじ）は、愛媛県東温市下林町にある真言宗醍醐派の寺院。本尊は大日如来。四国三十六不動霊場第18番の札所、伊予七福神まいりの福禄寿の札所になっている。
- 御詠歌：ありがたや　じょうどのみやま　ふどうそん　あくじさいなん　まもらせたまう

## 概要

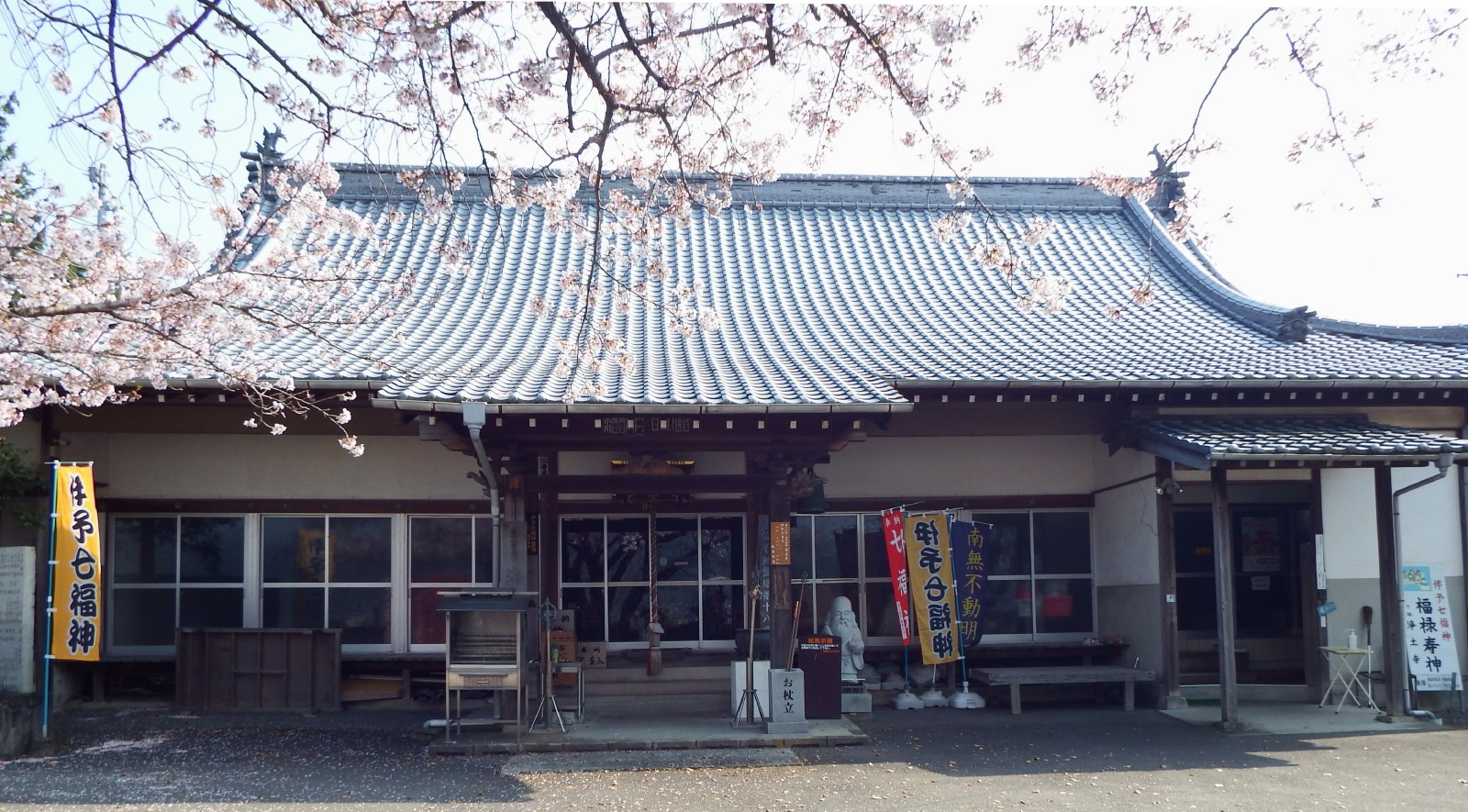
本堂

文永11年（1274年）、一遍が伊予国守・越智通秀の寄進を受け、承久の乱（1221年）で戦死した武将たちの霊を慰めるために建立した。天正3年（1575年）に時宗から真言宗に改宗し、身代り不動明王を迎えて祈祷寺として現在に至る。昭和50年（1975年）10月には「ほっこり往生老楽観音菩薩」が刻まれ、昭和59年（1984年）に開眼安置され、健康長寿で往生する時はほっこりと安らかに極楽往生できると信仰されている。

## 伽藍
- 本堂：本尊は大日如来と不動明王。向かって左脇室に老楽観音。
- 水子地蔵堂：石造の地蔵菩薩を多数の水子地蔵が囲む。
- 不動明王石像

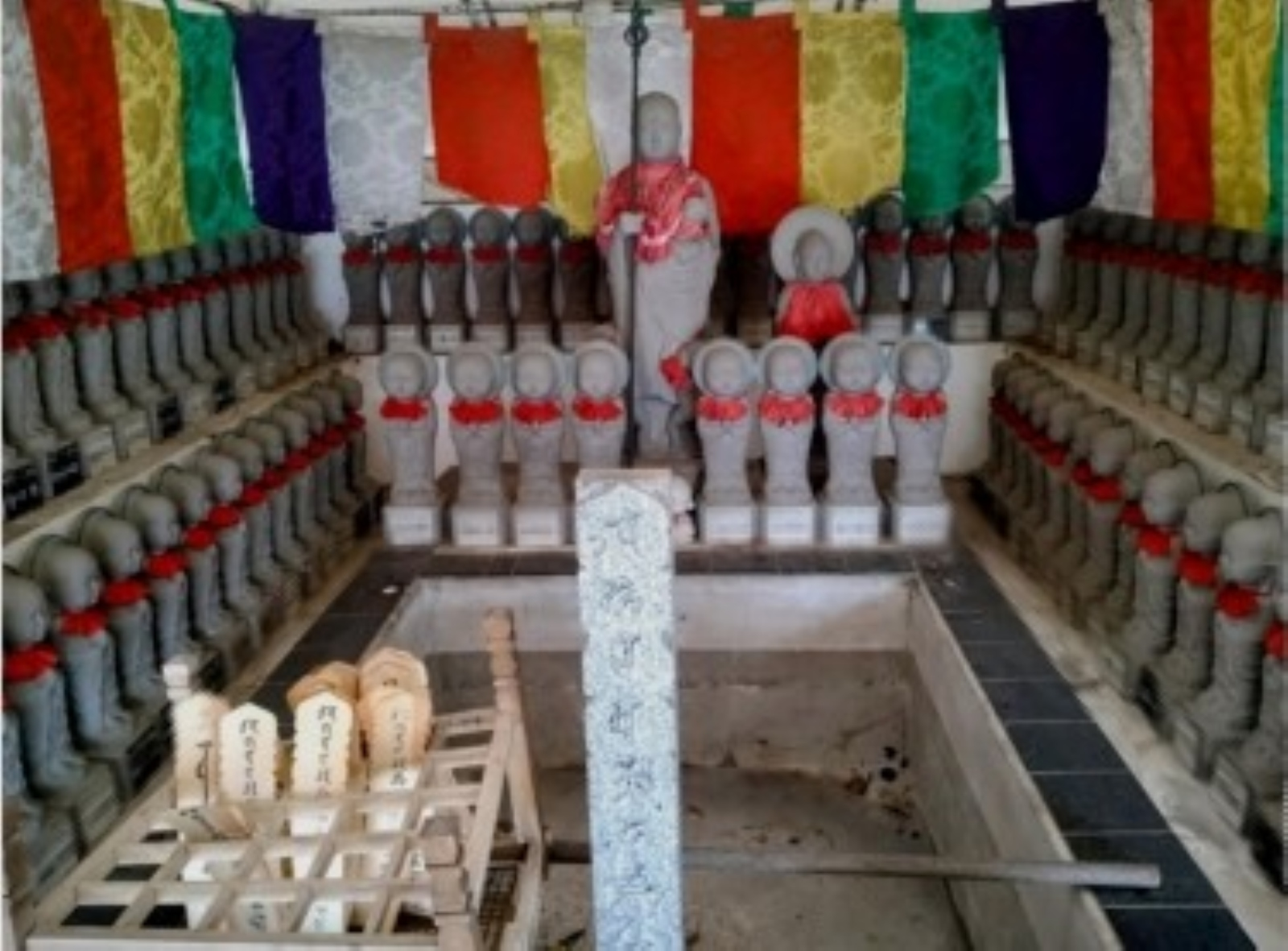
水子地蔵堂
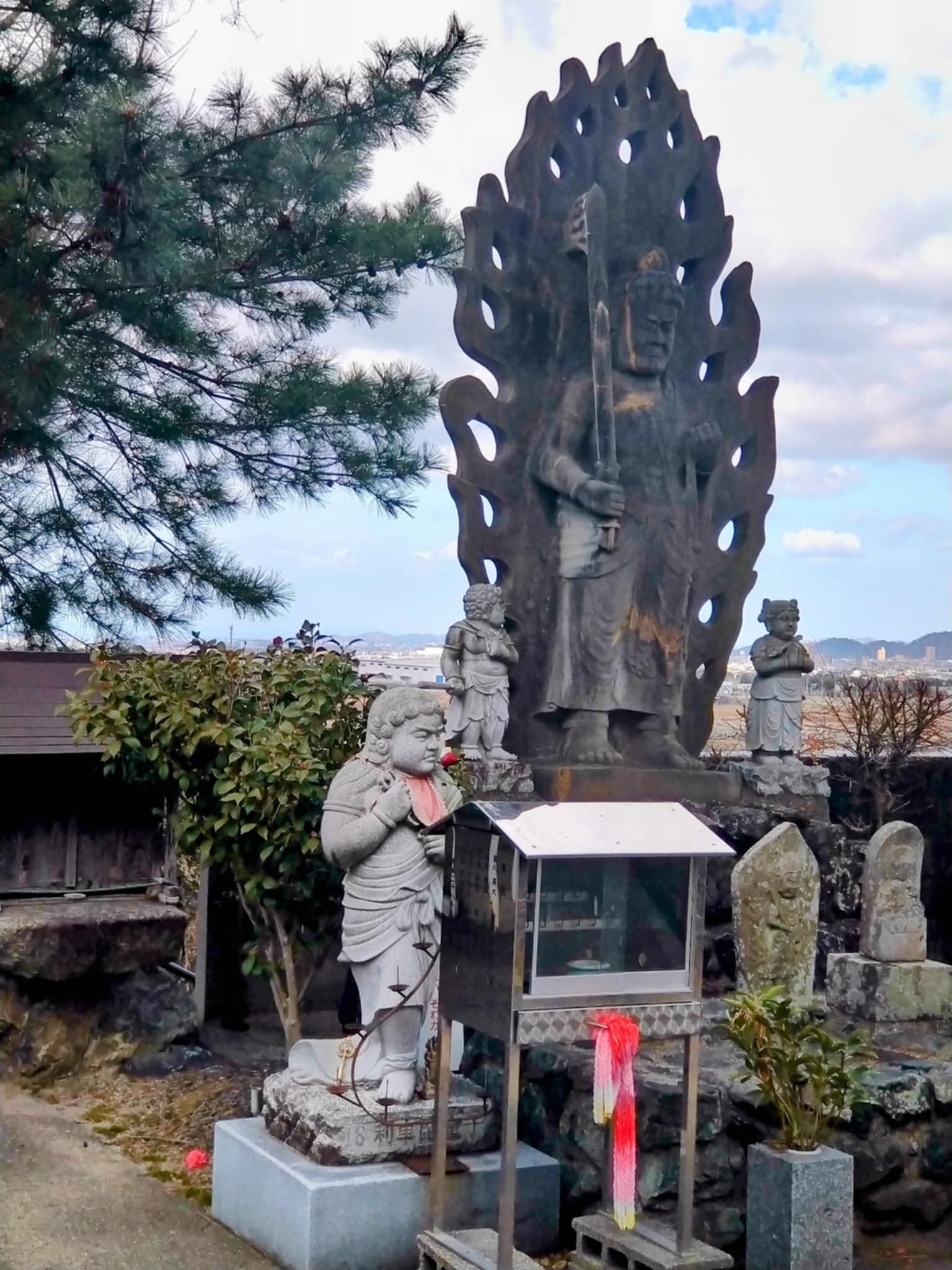
不動明王石像

## 交通アクセス
鉄道
- 伊予鉄郊外線・見奈良駅より約1.8 km

## 前後の札所
四国三十六不動霊場
17番 宗安禅寺 --(150 km)-- 18番 浄土寺 --(24 km)-- 19番 玉蔵院